# Hirosaki
Hirosaki (弘前市, Hirosaki-shi) est une ville située dans la préfecture d'Aomori, sur l'île de Honshū, au Japon.

## Géographie

### Situation
La ville de Hirosaki est située dans l'ouest de la préfecture d'Aomori, à l'extrémité sud de la plaine de Tsugaru.

### Municipalités limitrophes
| Ajigasawa | Tsugaru, Tsuruta | Itayanagi, Fujisaki |
| Ajigasawa | Hirosaki         | Inakadate, Hirakawa |
| Nishimeya | Ōdate            | Ōwani               |

### Démographie
Lors du recensement national de 2015, la ville de Hirosaki rassemblait 177 411 habitants, répartis sur 524,20 km2 (densité de population d'environ 338 hab./km2). En janvier 2025, la population était de 158 954 habitants.

### Hydrographie
Le fleuve Iwaki travers Hirosaki d'ouest en est, au sud-est du mont Iwaki.

## Histoire
Durant l'époque de Heian (794-1185), la cité, alors nommée « Takaoka », se trouve sur les possessions des Ōshū Fujiwara. Puis, avec l'époque de Kamakura (1185-1333) et la prise du pouvoir par Minamoto no Yoritomo, le clan Nambu gagne le contrôle de la région.
Après les batailles d'Odawara (1590) et de Sekigahara (1600), la province de Mutsu est dominée par le clan Tsugaru (allié des Tokugawa et ancien vassal du clan Nambu), qui s'installe dans la ville de Hirosaki et y restera durant toute l'époque d'Edo (1603-1868). Tsugaru Nobuhira y construit notamment le château de Hirosaki en 1611. Après la restauration Meiji, une division de l'armée impériale japonaise s'installe dans la ville. C'est d'ailleurs à cette époque que la cité a été officiellement fondée, le 1er avril 1889.
Le 27 février 2006, la ville d'Iwaki et le village de Souma ont fusionné avec la ville de Hirosaki.

## Culture locale et patrimoine

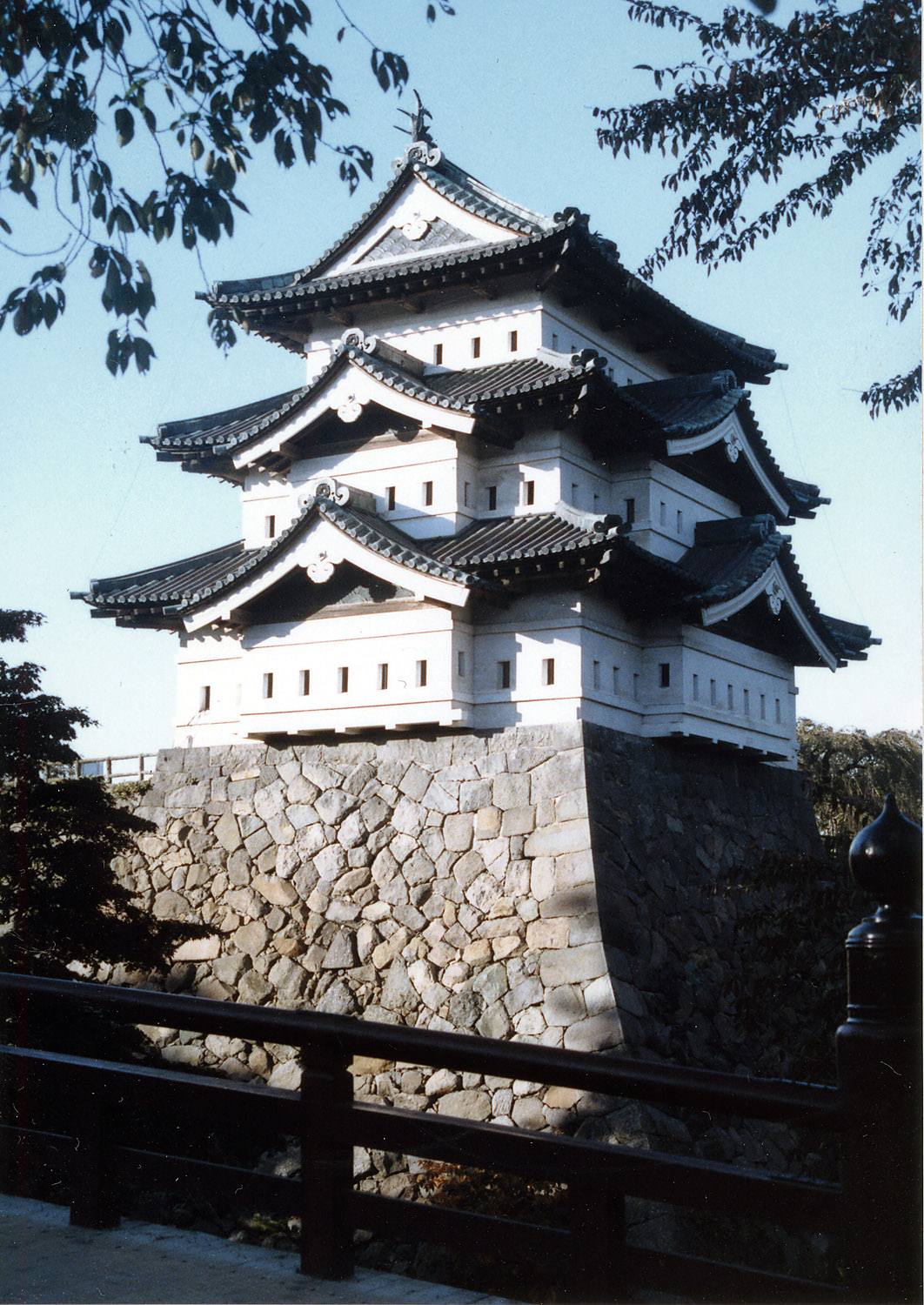
Le château de Hirosaki.

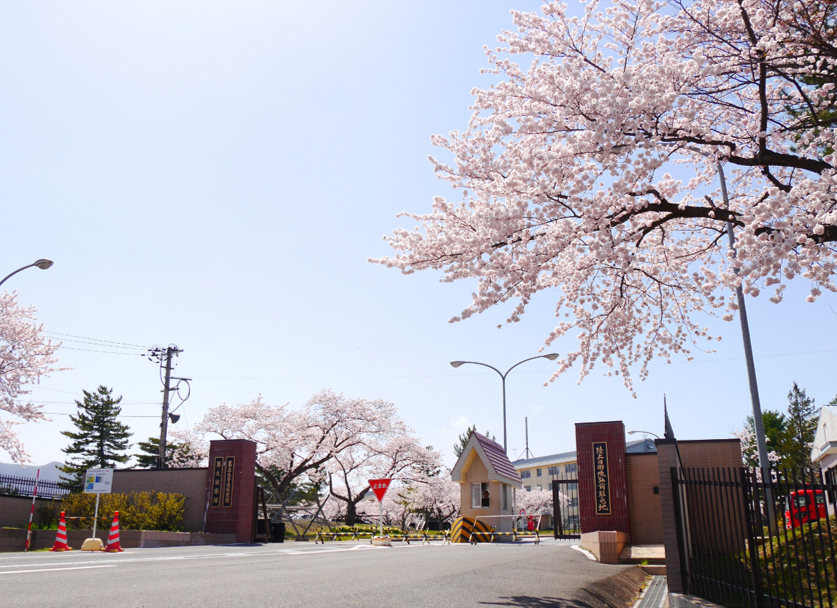
Entrée de la caserne et cerisiers en fleurs à Hirosaki.

- Le château de Hirosaki est l'un des 12 derniers châteaux japonais authentiques.
- Zuiraku-en

## Éducation
La ville de Hirosaki possède une université : l'université de Hirosaki.

## Transports
La ville est desservie par la ligne principale Ōu de la JR East et les lignes Kōnan et Ōwani de la Kōnan Railway. La gare de Hirosaki est la principale gare de la ville.

## Jumelages
La ville de Hirosaki est jumelée avec :
- Tainan (Taïwan) depuis décembre 2017.

## Symboles municipaux
Le svastika, emblème du clan Tsugaru durant l'époque d'Edo (1603-1868), est le symbole de la municipalité de Hirosaki depuis 1903. Les autres symboles municipaux de la ville ont été sélectionnés en 2006. L'arbre symbole de Hirosaki est le pommier — au début du XXIe siècle, Hirosaki fournit 20 % de la production nationale de pommes — et sa fleur symbole est le sakura, dont la floraison annuelle au printemps attire deux millions de touristes.

## Personnalités liées à la municipalité
Gorō Kumagai, peintre du XXe siècle,.